# 三郎镇
三郎镇，是中华人民共和国四川省成都市崇州市曾经下辖的一个镇。2019年12月，撤销三郎镇，将其所属行政区域划归街子镇管辖。

## 行政区划
三郎镇撤销前下辖以下地区：
和平社区、天国村、欢喜村、三台村、益善村、红纸村、茶园村和凤鸣村。